# Ашидэ
Ашидэ (кит. 阿史德) — один из знатных тюркских родов в Тюркском каганате.

## Происхождение
Ашидэ вели своё происхождение от некоего древнего кагана.
Статус Ашиде как супружеского клана Ашина задокументирован в "Ю ян цза цзу", который содержит миф о том, что предок Ашины Шемо влюбился в морскую богиню к западу от пещеры Ашидэ.

## Данные ДНК
В 2015—2016 гг. Фуданьским университетом (г. Шанхай), во главе с этногеномистом Шао-Кинг Вэнем (文少卿) в Китае было проведено тестирование на определение Y-DNA гаплогруппы у аристократического клана Ашидэ.
Субклад клана Ашидэ: Q1a-L53. 

## Известные представители
Из клана Ашидэ происходили:
- Соправитель Второго Тюркского каганата — Тоньюкук
- Мать китайского военачальника Ань Лушаня.
- Кутлуг Сэбаг Хатун — жена Бильге кагана, а также мать Йоллыг кагана и Тенгри кагана. Регент Второго Тюркского Каганата в 734–741.

## История
В 679 году организация кланом Ашидэ тюркского восстания против династии Тан. При этом каганом объявляется царевич из каганского рода Ашина — Нишу-бег. Лозунг восстания — «Восстановление великого тюркютского каганата!» На будущий престол могут претендовать лишь принцы крови из Ашина, при этом обязательно родственники последнего тюркютского Эль-кагана.
В противовес китайской доктрине провозглашается своя доктрина — «Все китайское нам чуждо, такая жизнь лишь развращает и делает нас слабыми, мы способны сами править собой». Первые столкновения с танскими войсками приносят успех, но император подтягивает из Семиречья дивизии генерала Пэй Син Цзяна. Мятеж подавляется. Часть восставших покоряется, другая откочевывает за Хуанхэ и поднимает на белом войлоке (традиция, сохранившаяся у кочевников вплоть до XIX века) нового царевича из Ашина — Фуняня. Семиреченские дивизии разбивают ополчение и Фунаня, которого казнят в 681 году. Мятежники сдаются на милость победителю. Но самые непримиримые в количестве 17 человек и во главе с царевичем Ашина Кутлугом укрываются в горах Инь-Шаня. К 682 году вокруг Кутлуга скапливается достаточное количество тюркютов и сиров — и он объявляет себя Эльтериш-каганом. Начинается новая война. Успехи Кутлуга (Кутлуг — счастливый) заставляют китайцев снять с тибетского фронта несколько дивизий во главе с Чан-чжи. Численное превосходство китайцев и предопределяет следующий шаг Эльтериша.
Тюркютский каган решается на неожиданный манёвр. Его войско переходит через Гоби и вторгается в Монголию, в пределы Уйгурского каганата. Уйгурский Баз-каган привлекает на свою сторону киданей и танцев, но те не успевают — в 688 году, при численном меньшинстве, тюркюты и сиры наголову разбивают уйгуров. Разбитые тогуз-огузы покоряются, лишь уйгуры и племена киби, сыге, тунло, хуань и байси отходят в низовья Эдзингола и принимают танский протекторат, который терпят до середины 90-х годов.
Образуется Второй тюркский каганат. Эльтериш умирает в 693 году, престол занимает его брат Мо-Чур, который принимает тронное имя Капаган-каган. С его именем связан пик могущества Второго тюркского каганата. Он существенно расширяет пределы государства, совершая частые рейды и в глубь Китая. При этом тюрки вторгаются в Среднюю Азию, где сталкиваются с арабами. В 711 году происходит битва Салиха, брата Кутейбы (известный полководец, завоевавший для халифата Среднюю Азию) с Бёгу-каганом (о нём далее более подробно), «главой запада», который был во главе тюрок, чачцев и ферганцев. В этой битве «полегла лучшая часть тюркской знати, с каждым в отдельности не могла бы справиться и сотня мужей». В 712 году на помощь согдийцам, восставшим против арабов, прибывает отряд принцев Могиляна и Кюль-тегина. Они осаждают в Самарканде другого брата Кутейбы, — Абдурахмана. При этом в Семиречье восстают тюргеши. Это восстание подавляет Кюль-тегин.
Капаган жестоко усмиряет и малейшие проявления непокорности вассальных племен. Начало VIII века знаменуется целым рядом мятежей как токуз-огузов, так и других огузских (телеских) племён. При нём, в 711 году, покоряются кыргызы — его войска совершают зимой беспрецедентный горный переход через Саяны и, ночью напав на ставку кыргызского Барс-бега, убивают последнего и ставят во главе кыргызов своего эльтебера.
В 716 году, возвращаясь после очередного карательного похода на племя байырку, Капаган-каган погибает, нелепо наткнувшись то ли на засаду, то ли просто на толпу скрывшихся от тюркютов байыркусцев. Его смерть вызывает кризис в каганате, как обычно это бывает, связанный с правами на престол. Ещё при жизни в 699 году, вопреки традиционному удельно-лествичному порядку наследования от отца к брату или племяннику, Капаган завещает свой трон своему сыну Бёгу́. Для Бёгу вводится новый титул — «малый каган, утвердившийся на западе» и ему даётся 40 тысяч воинов. При этом младший брат кагана Дусифу получает титул «телес-шад» (восточный), а племянник и, по «Торё» законный наследник, принц Могилян, — титул «тардуш-шад» (западный). Каждого из шадов он назначил командовать 20-тысячными армиями. Кроме того, Бёгу отдаются «западные десять родов и племя чумугунь», номинально подчинённые тардуш-шаду. Из-под ног законного наследника выбивается опора — находившиеся в его владениях западные племена передавались центру. Сиры и близкий им род Ашидэ, по всей логике вещей, и составляют опору Бёгу. В тюркютских эпитафиях правящие племена названы как «тюрк-сир будун» (тюрко-сирский народ). Сиры находятся на равном с тюркютами положении союзников, а не подчинённых. И кто, как не они — Ашидэ и сиры, мог составить конкуренцию тюркютам, если бы те пошли против Бёгу?
Как только были проведены все поминки по погибшему, Бёгу объявляет себя каганом. Его поддерживает Тоньюкук — глава рода Ашидэ и соратник Эльтериша, при этом родственник каганов — его дочь была замужем за Могиляном. Сам легитимный царевич вроде соглашается, но не смиряется с этим его брат — воинственный Кюль-тегин. Возглавив недовольную тюркютскую знать, Кюль-тегин нападает на ставку и убивает Бёгу. На трон садится Могилян, и он принимает имя Бильге-каган.
Смута сказалась на положении сиров. Если в эпитафии в честь Тоньюкука (написана в 715 г.) мы читаем — «тюрк-сир будун», то в эпитафии Бильге-кагана 735 года уже написано — «тюрк, шесть сиров, девять огузов, два эдиза». Налицо неравное, подчиненное положение сиров. В 717 году вместе с Бёгу были казнены почти все сирские вожди и знать рода Ашидэ. В живых оставили лишь старика Тоньюкука (зачлись его заслуги перед каганатом и то, что он являлся тестем нового кагана). Его лишили званий и отправили в ссылку на три года.
В 734 году от яда, подсыпанного китайским шпионом, умирает Бильге-каган. Ему наследует Йоллыг-каган и правит вплоть до 740 года. Следующим правителем каганата становится малолетний Тенгри-каган. При нём фактически управляет страной его мать — дочь Тоньюкука Бо-бег (Пофу). Сиры не оставляют надежд на трон, и вскоре им предоставляется случай. Одного простого сирского тархана, своего фаворита, Бо-бег вводит в совет буюруков (буюруки — влиятельные советники при кагане). Это вызывает недовольство западного тардуш-шада (и это понятно: в его подчинении находятся все сиры). Он возглавляет заговор. Тенгри-каган упреждает его, и, с подачи матери, этого шада лишают головы. Чаша терпения тюркютской знати переполняется — и теперь уже восточный телес-шад Пан Кюль-тегин нападает на ставку и убивает Тенгри-кагана. Вновь вырезается окружение кагана, жизнь оставляют лишь Бо-бег. На престол садят брата Тенгри.
Вождь сиров ябгу Куту захватывает ставку и садит на престол своего ставленника, тоже малолетнего брата Тенгри по имени Сюань. Пан-кюль-тегина казнят, вместе с ним летят головы тюркютской знати.
В 741 году Куту, почувствовав себя уже достаточно окрепшим, убивает Сюаня и объявляет себя каганом. Но этого стерпеть не могли уже вассалы. В игру вступают токуз-огузы и другие племена. Коалиция басмылов, карлуков и уйгуров берёт власть в свои руки. Смута разгорается, и итогом становится образование Второго уйгурского каганата во главе с Кюллиг-буйлой.
В последние дни империи род Ашидэ укрылись в Империи Тан. Танский император Сюань-цзун приветствовал и устроил в честь Кутлуг Сэбаг Хатун банкет. Ей дали титул принцессы и назначили ее правительницей своего народа (в том числе и ее рода Ашидэ).

## Связи с Ашина
Согласно С. Г. Кляшторному, трудно с достаточной уверенностью определить Ашидэ как род или как племя. Первоначально Ашина и Ашидэ вместе составляли дуальную эндогамную систему, столь хорошо известную у тюркских и монгольских народов, и представляли собой, по Л. Н. Гумилёву, знатнейшие родовые объединения тюркютов. 
Вожди Ашидэ носили титул иркин (эркин), обычный для племенных вождей в Тюркском каганате. Вместе с тем их особое положение определялось родством с династией; не случайно один из иркинов Ашидэ носил титул тегин — ‘князь из царского рода, принц’. Клан Ашидэ был по всей видимости неоднородным, так в «Танском обозрении» упомянуты Да Ашидэ и Баянь Ашидэ; их тамги отличаются от тамги Ашидэ.
Для конца VII—VIII вв., вероятно, было бы правильнее говорить об Ашидэ как об одном из племён каганата, которое вместе с Ашина было основной военно-политической опорой Тюркской династии. Именно вожди Ашидэ стали инициаторами освободительного восстания тюрков (679—682). После трёх лет жестокой и трагической борьбы тюркские племена покончили с пятидесятилетним господством Танской империи.

## Этноним
1. Форма 阿史德 [«Ашидэ»] имеет семантический аспект.
2. В форме 阿史德 [«Ашидэ»] иероглиф 德 является названием одного из главенствующего рода тюркютов.
3. Форма 阿史德 [«Ашидэ»] переводится на пратюркский язык следующим образом «*er baja kut» — «уважаемый древний [род] счастье».
4. Иероглиф 德 [kut] означает лексему «Кутлуг» — «Счастливый», где аффикс «луг» является аффиксом принадлежности, отнесенности к исходной форме, к примеру «кул + луг» — «имеющий раба».
5. Одного из главенствующего рода тюркютов («Ашидэ») называли «Кутлуг».

## Примечание
1. ↑  Pulleyblank E. A. Sogdian Colony in Inner Mongolia. — ТР. Vol. 41, 1952, Р. 332.
2. 1 2  Bulat Muratov. Wen S.-Q., Muratov B.A., Suyunov R.R. The haplogroups of the representatives from ancient Turkic clans - Ashina and Ashide//BEHPS, ISSN:2410-1788, Volume 3, №2[1,2, March 2016, P.154-157.]. Архивировано 1 августа 2023 года.
3. ↑  Зуев Ю.А., Ранние тюрки: Очерки истории и идеологии, стр. 33
4. ↑  Ю ян цза цзу, том 1
5. ↑  Архивная копия от 24 ноября 2018 на Wayback MachineWen S.-Q., Muratov B. A., Suyunov R. R. The haplogroups of the representatives from ancient Turkic clans — Ashina and Ashide // BEHPS, ISSN:2410-1788, Volume 3, №2 [1,2], March 2016, P. 154—157.
6. ↑  Абдуманапов Р. «Второй тюркский каганат — стремление к свободе»
7. ↑  Новая книга Тан
8. ↑  Абрамзон С. М. Формы родоплеменной организации у кочевников Средней Азии. — ТИЭ. Н. сер. Т. 14. — М., 1951.
9. ↑  Жданко Т. А. Очерки исторической этнографии каракалпаков. — М.—Л., 1950 (ТИЭ, н. сер., т. 9).
10. 1 2  Кляшторный С. Г. Древнетюркская надпись на каменном изваянии из Чойрэна // Страны и народы Востока. Средняя и Центральная Азия. География, этнография, история. Книга 2. — М.: Наука, 1980. — Вып. 22. — С. 90—102. Архивировано 28 февраля 2020 года.
11. ↑  Гумилёв Л. Н. Хунну: степная трилогия. — СЗКЭО «Кристалл», 2005. — С. 956. — 1007 с. — ISBN 978-5-9603-0016-2.
12. ↑  Liu Mau-tsai. Die chinesischen Nachrichten zur Geschichte der Ost-Türken. 1-2. — Wiesbaden, 1958. (101/102)
13. ↑  Азат Абдысадыр уулу. Первые из тюрков. Тюркютские роды «Ашина» и «Ашидэ».